# Elezioni presidenziali in Messico del 1928
Le elezioni presidenziali in Messico del 1928 si tennero il 1º luglio e videro la rielezione all'unanimità del generale Álvaro Obregón, già presidente dal 1920 al 1924, in quanto non ci fu alcuna opposizione possibile. I candidati Francisco R. Serrano e Arnulfo R. Gómez si erano ribellati l'anno precedente ed erano stati di conseguenza fucilati.
Obregón tuttavia fu assassinato 16 giorni dopo in un ristorante a Città del Messico da un cittadino cristero per ritorsione alle spietate campagne anticattoliche del governo messicano. Entrò quindi in carica come presidente ad interim Emilio Portes Gil fino all'elezione anticipata dell'anno successivo.

## Risultati
| Candidati            | Liste | Voti      | %   |
| -------------------- | --- | --------- | --- |
| Álvaro Obregón       | - Centro Direttore Obregonista - Partito Nazionale Agrario - Partito Laburista Messicano - Partito Nazionale Cooperativo                                                                               | 1.673.453 | 100 |
| Francisco R. Serrano | - Partito Nazionale Rivoluzionario - Partito Socialista dello Yucatán - Centro Antirielezionista - Alleanza dei Partiti Antirielezionisti                                                              | -         | -   |
| Arnulfo R. Gómez     | - Partito Nazionale Antirielezionista - Partito Antirielezionista della Classe Media - Centro Operaio Antirielezionista - Coalizione dei Partiti Rivoluzionari del D.F. - Partito Liberale Tamaulipeco | -         | -   |
| Totale               | Totale | 1.673.453 |     |